# Al Ain
Al Ain (Arabisch: العين) is een stad in de Verenigde Arabische Emiraten, in het emiraat Abu Dhabi. Het is met zijn 586.221 inwoners de tweede stad van het emiraat en de vierde stad van het land. Al Ain ligt ongeveer 160 kilometer ten oosten van de hoofdstad Abu Dhabi en 120 kilometer ten zuiden van Dubai. De grens met Oman deelt de stad in tweeën. Het Omaanse deel van de stad wordt Buraimi genoemd. Ongeveer dertien kilometer ten noordwesten van de stad bevindt zich Al Ain International Airport.
De succesvolste voetbalclub van het land is Al Ain FC. Zij wonnen onder andere de AFC Champions League.

## Werelderfgoed
In 2011 werden verschillende plekken in Al Ain en omgeving op de werelderfgoedlijst van UNESCO geplaatst. Deze plekken zijn Hafit, Hili, Bidaa Bint Saoed en de Oases van Al Ain.

## Geboren
- Zayid bin Sultan al Nuhayyan (1918-2004), oud-president van de Verenigde Arabische Emiraten
- Khalifa bin Zayed Al Nahayan (1948-2022), zijn zoon en huidige president van het land